# Toumani Camara
Toumani Camara (Bruxelas, 8 de maio de 2000) é um jogador belga de basquete profissional que atualmente joga no Portland Trail Blazers da National Basketball Association (NBA).
Criado na Bélgica, ele se mudou para os Estados Unidos para estudar no ensino médio em Hollywood, Flórida. Camara começou sua carreira no basquete universitário com a Universidade da Geórgia e depois se transferiu para a Universidade de Dayton após sua segunda temporada. Ele foi selecionado pelo Phoenix Suns no draft da NBA de 2023 e foi negociado com o Trail Blazers antes do início de sua temporada de estreia.

## Primeiros anos
Camara foi criado em Bruxelas, Bélgica. Sua mãe, Anne Le Docte, é de origem belga e haitiana, enquanto seu pai é do Mali. Camara e seu irmão mais velho foram criados exclusivamente por sua mãe desde que ele tinha cinco anos. Ele tinha uma irmã que morreu de uma doença pulmonar quando tinha três meses de idade. Camara tem quatro borboletas tatuadas em sua perna direita para homenagear sua família: sua mãe, seu irmão, sua irmã e ele mesmo.
Camara começou a jogar basquete após ser influenciado por seu irmão. Uma quadra de basquete local era ocupada por jogadores de futebol durante o dia e Camara tinha que esperar até a noite para jogar. Sua primeira exposição ao basquete americano foi o Torneio da NCAA, que foi transmitido pela televisão belga. Camara ficava acordado até altas horas da manhã quando encontrou um site que transmitia jogos da NBA ao vivo e se tornou fã de Dwyane Wade enquanto o assistia ganhar um título com o Miami Heat.
Camara se tornou um jogador promissor e jogou pela Seleção Belga que competiu na Divisão B do EuroBasket Sub-16 de 2016. Seu treinador tinha um amigo que treinava em Weston, Flórida, e concordou em ajudar Camara a encontrar uma escola nos Estados Unidos. Camara se mudou para os Estados Unidos aos 16 anos para estudar na Chaminade-Madonna College Preparatory School em Hollywood, Flórida.

## Carreira no ensino médio
Camara jogou na Chaminade-Madonna College Preparatory School, onde teve médias de duplo-duplo em seus dois últimos anos. Ele foi recrutado por mais de 30 universidades da Divisão I da NCAA. Camara se comprometeu com a Universidade da Geórgia em 1º de outubro de 2018.

## Carreira universitária
Camara teve médias de 6,6 pontos e 4,3 rebotes durante sua temporada de calouro na Universidade da Geórgia. Durante sua temporada de calouro, ele foi companheiro de equipe de Anthony Edwards. Ele foi mencionado como um possível prospecto da NBA antes do início de sua segunda temporada. Camara terminou sua segunda temporada com médias de 12,8 pontos e 7,7 rebotes, o melhor da equipe. Em 1º de abril de 2021, Camara anunciou que estava entrando no portal de transferência; ele afirmou que sentia que seria capaz de se desenvolver mais jogando por um time diferente.
Em 8 de abril de 2021, Camara se comprometeu a jogar pela Universidade de Dayton. Ele teve médias de 10,9 pontos e 6,9 rebotes durante a temporada de 2021-22, o que lhe rendeu uma indicação para a Terceira-Equipe da Atlantic 10. Camara se declarou para o draft da NBA de 2022, mas desistiu após testar o processo. Ele foi nomeado capitão do time para a temporada de 2022-23 e foi o único jogador do quarto ano no elenco. Camara teve médias de 13,9 pontos e 8,6 rebotes. Ele foi selecionado para a Primeira-Equipe e para Equipe Defensiva da Atlantic 10.
Em 25 de abril de 2023, Camara anunciou que havia se declarado para o draft da NBA de 2023 para abrir mão de sua temporada final de elegibilidade universitária. Ele foi convidado a participar do Draft Combine da NBA.

## Carreira profissional

### Portland Trail Blazers (2023–Presente)
Camara foi selecionado pelo Phoenix Suns como a 52ª escolha geral do draft da NBA de 2023. Em 3 de julho de 2023, Camara assinou um contrato de quatro anos e US$7.6 milhões com os Suns.
Em 27 de setembro de 2023, Camara, junto com Jrue Holiday, Deandre Ayton e uma escolha de primeira rodada do draft de 2029, foi negociado com o Portland Trail Blazers como parte de um acordo de três equipes que enviou Damian Lillard para o Milwaukee Bucks.
Ele fez sua estreia nos Blazers em 25 de outubro em um jogo contra o Los Angeles Clippers, onde registrou sete pontos, uma assistência e dois rebotes. Camara sofreu uma costela esquerda fraturada e uma pequena laceração no rim no final de março de 2024 para encerrar sua temporada de novato mais cedo. Ele teve médias de 7,5 pontos e 4,9 rebotes.

## Carreira na seleção
Camara foi selecionado para representar a Bélgica na Divisão B do EuroBasket Sub-16 de 2016. Durante o torneio, ele terminou com médias de 2,4 pontos e 2,9 rebotes.

## Estatísticas da carreira

### NBA

#### Temporada regular
| Ano     | Equipe   | PJ | PT | MPJ  | AP   | 3P   | LL   | RT  | AS  | BR | TO | PPJ |
| ------- | -------- | -- | -- | ---- | ---- | ---- | ---- | --- | --- | -- | -- | --- |
| 2023–24 | Portland | 70 | 49 | 24.8 | .450 | .337 | .758 | 4.9 | 1.2 | .9 | .5 | 7.5 |

### Universidade
| Ano      | Equipe   | PJ  | PT  | MPJ  | AP   | 3P   | LL   | RT  | AS  | BR  | TO  | PPJ  |
| -------- | -------- | --- | --- | ---- | ---- | ---- | ---- | --- | --- | --- | --- | ---- |
| 2019–20  | Georgia  | 32  | 23  | 24.0 | .494 | .172 | .625 | 4.3 | .7  | .6  | .6  | 6.6  |
| 2020-21  | Georgia  | 25  | 25  | 28.4 | .486 | .263 | .621 | 7.7 | 1.6 | 1.2 | 1.1 | 12.8 |
| 2021-22  | Dayton   | 34  | 34  | 27.2 | .510 | .338 | .591 | 6.9 | 1.6 | .6  | .8  | 10.9 |
| 2022-23  | Dayton   | 34  | 34  | 30.0 | .546 | .363 | .669 | 8.6 | 1.2 | 1.2 | .8  | 13.9 |
| Carreira | Carreira | 125 | 116 | 27.4 | .509 | .284 | .626 | 6.8 | 1.2 | .8  | .8  | 11.0 |

## Prêmios e homenagens
NBA
- NBA All-Defensive Team:
  - Segundo Time: 2025[18]